# Gunnar Birkerts

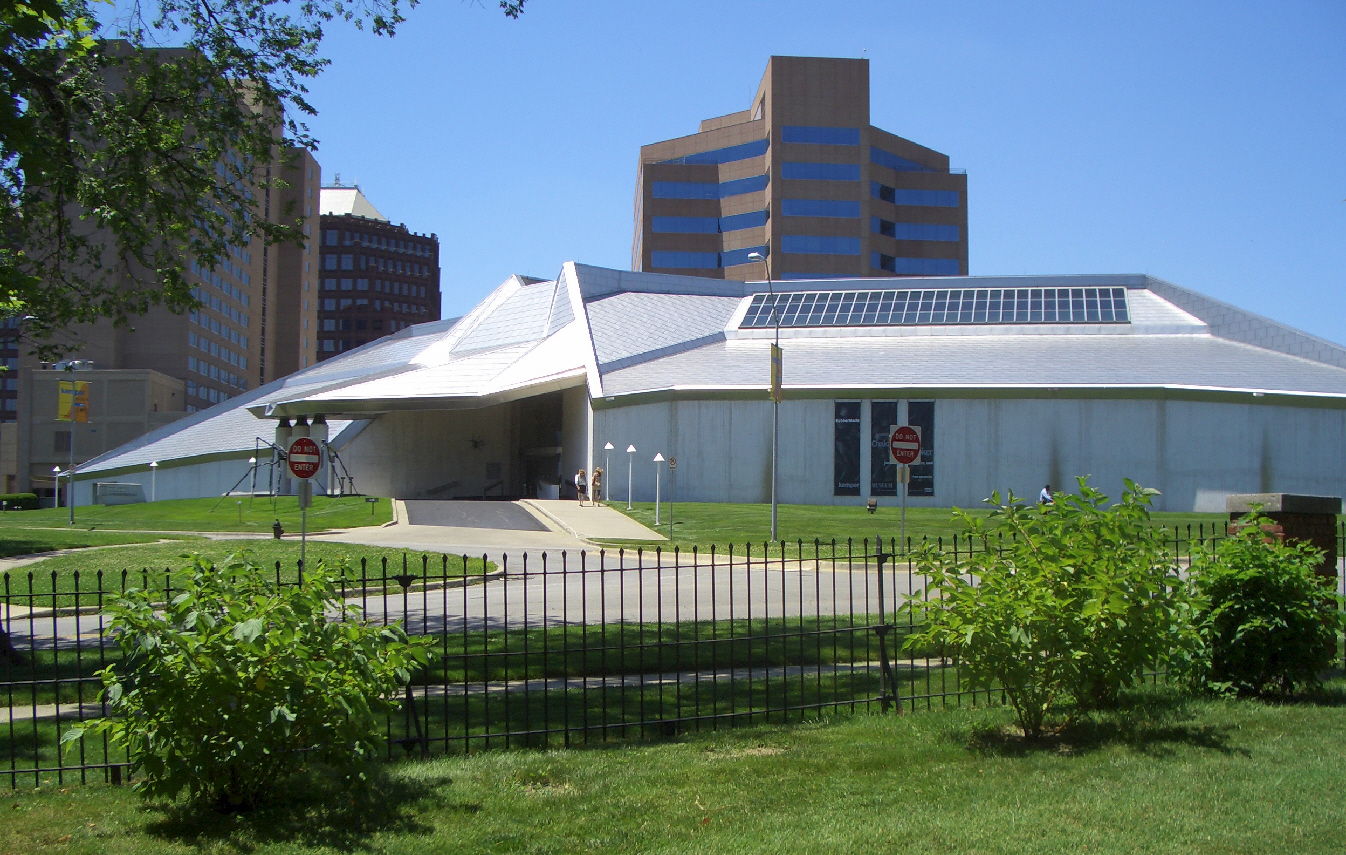
Kemper Museum of Contemporary Art, de Kansas City, Misuri, diseñado por Gunnar Birkerts, 1992-1994.

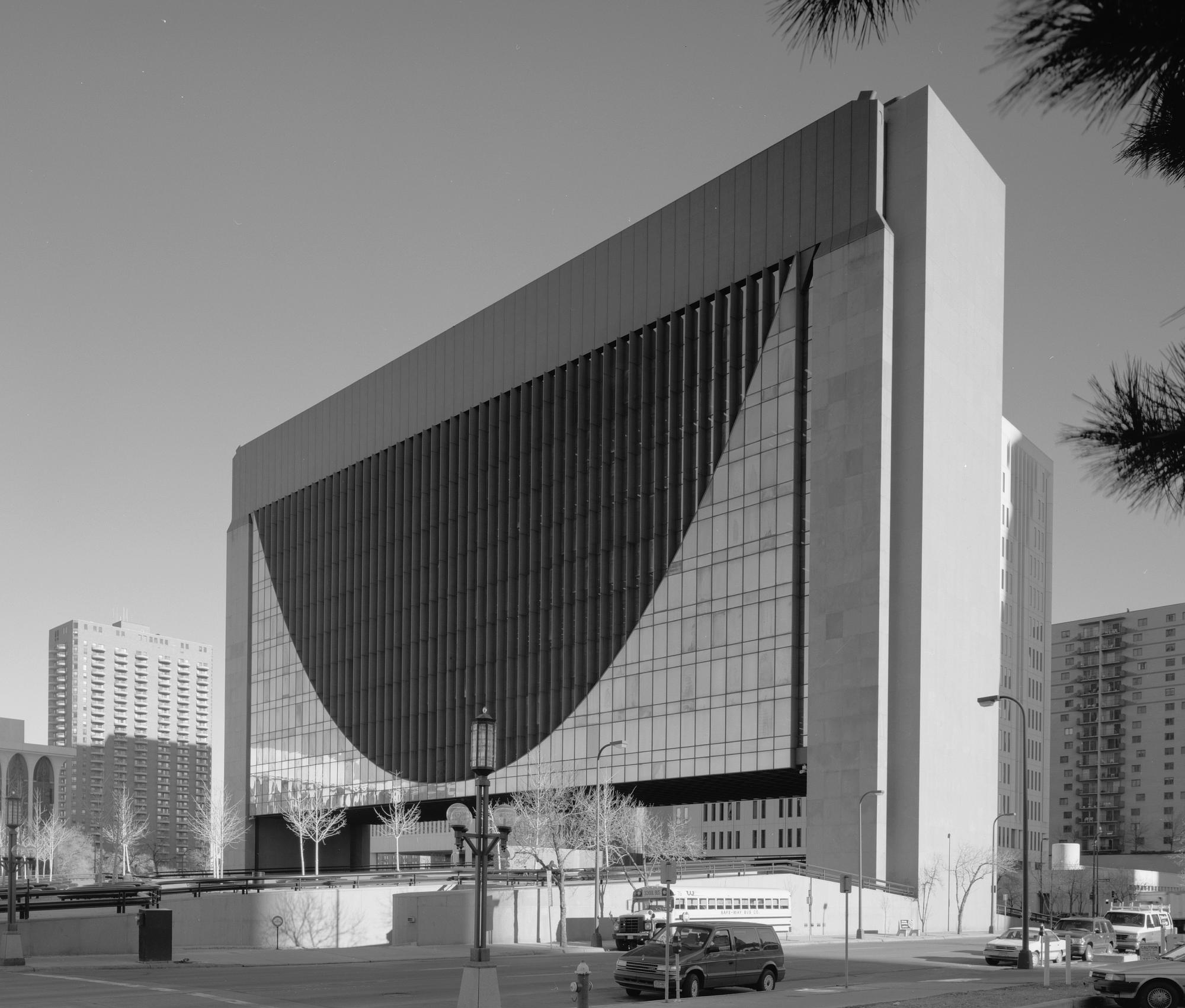
Banco de Reserva federal de Minneapolis, 1973, (ahora: Marquette Plaza), en su configuración original.

Gunnar Birkerts (en letón: Gunārs Birkerts; 17 de enero de 1925 - 15 de agosto de 2017) fue un arquitecto letón-norteamericano que en la mayor parte de su carrera ejerció en el área metropolitana de Detroit, Míchigan.
Algunos de sus diseños incluyen el Museo del Vidrio de Corning y la Estación de Bomberos de Corning en Corning, Nueva York, el Marquette Plaza en Minneapolis, Minnesota, el Museo de Arte Contemporáneo Kemper en Kansas City, Missouri, y la Embajada de los Estados Unidos en Caracas, Venezuela. En 2014, la Biblioteca Nacional de Letonia en Riga se completó con su diseño.

## Trayectoria

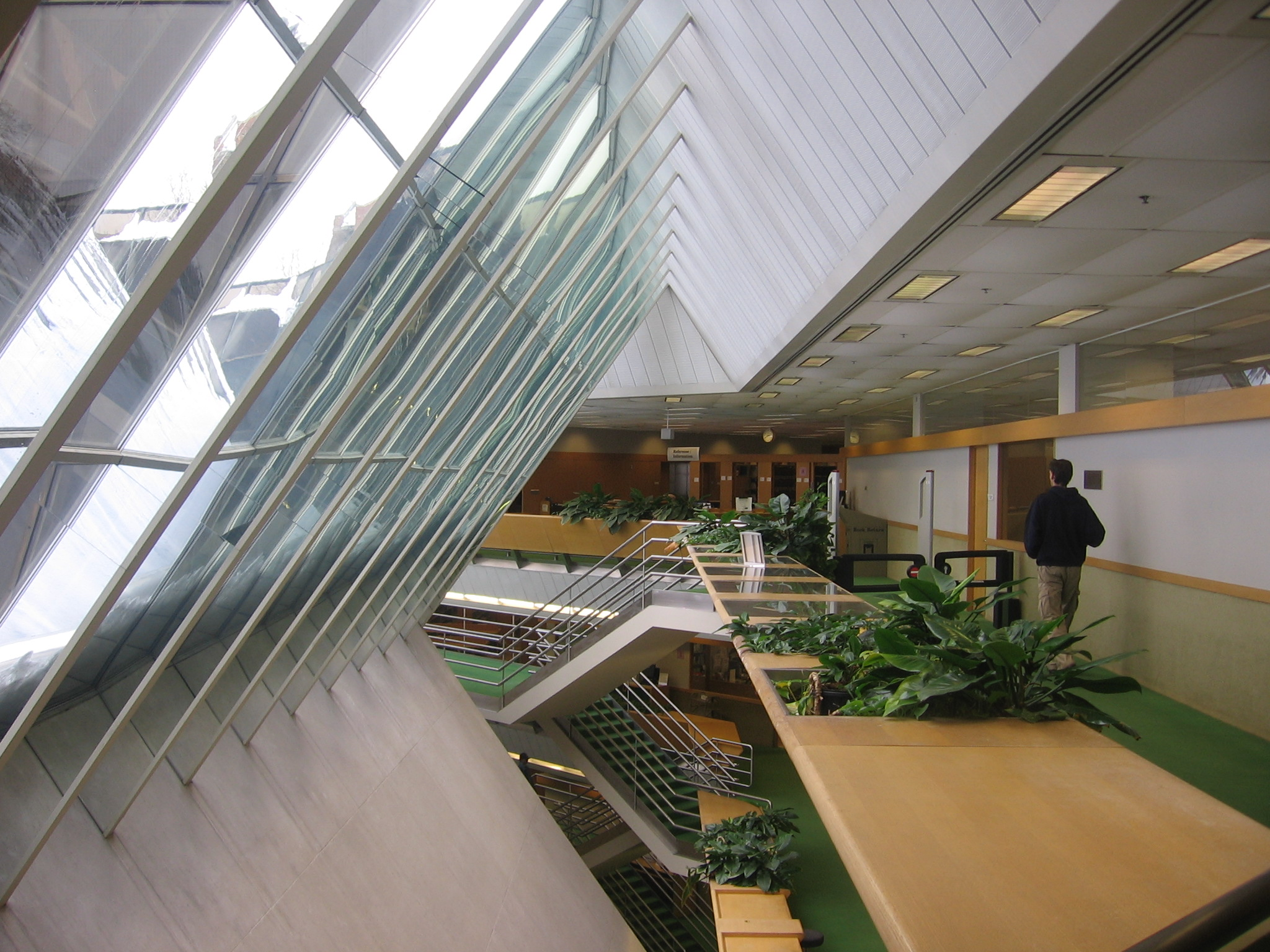
Míchigan Law Library Extension

Birkerts nació y se crio en Letonia, pero huyó antes del avance del ejército ruso hacia el final de la Segunda Guerra Mundial. Se graduó de la Technische Hochschule, de Stuttgart, Alemania, en 1949. Después Birkerts se trasladó a los Estados Unidos y trabajó inicialmente para Perkins y Will, luego para Eero Saarinen y finalmente para Minoru Yamasaki antes de abrir su propia oficina en los suburbios de Detroit.
Birkerts inicialmente practicó en la asociación Birkerts y Straub; después de que la asociación se disolvió, la empresa se convirtió en Gunnar Birkerts and Associates. La firma recibió los Premios de Honor por sus proyectos del Instituto Americano de Arquitectos en 1962, 1970, 1973, así como numerosos premios de la Sociedad de Arquitectos de Míchigan y el capítulo local.
Birkerts se unió a la Facultad de Arquitectura de la Universidad de Míchigan en 1959 y enseñó hasta 1990. La ACSA (Asociación de Escuelas Colegiadas de Arquitectura) honró a Birkerts con el Premio de Profesor Distinguido de la ACSA en 1989–90.
Gunnar Birkerts fue seleccionado como miembro del Instituto Americano de Arquitectos en 1970, y miembro de la Asociación de Arquitectos de Letonia en 1971. Recibió numerosos premios individuales, incluida una beca de la Fundación Graham en 1971, la Medalla de Oro de la Michigan Society of Architects en 1980, el Arnold W. Brunner Memorial Prize en Arquitectura de la Academia Americana y el Instituto de Artes y Letras en 1981, y el premio al Artista del Año de Míchigan en 1993. Recibió un doctorado honorario de la Universidad Técnica de Riga en 1990, la Orden de las Tres Estrellas de la República de Letonia en 1995 y la Gran Medalla de la Academia de Ciencias de Letonia en 2000.
Birkerts mantuvo también una oficina de arquitectura en Wellesley, Massachusetts.
Birkerts fue profesor honorario en la Universidad de Illinois y arquitecto residente en la Academia Americana en Roma. También fue miembro de la Unión de Arquitectos de Letonia, miembro honorario de la Academia de Ciencias de Letonia y miembro extranjero de la Universidad Técnica de Riga.
Birkerts recibió el encargo en 1989 de diseñar el nuevo edificio para la Biblioteca Nacional de Letonia en Riga, Letonia. También conocido como el Castillo de la Luz, con una forma arquitectónica que hace referencia y se inspira en el folclore letón, que se construyó durante el período 2008-2014.

Birkerts recibió varios premios por su trabajo arquitectónico, en particular el Premio Arnold V. Brunner Memorial, el Premio Michigan Arts, otorgado por la Unión de Arquitectos de Míchigan, la Unión Americana de Arquitectos de Detroit y la organización estudiantil Tau Sigma Delta.

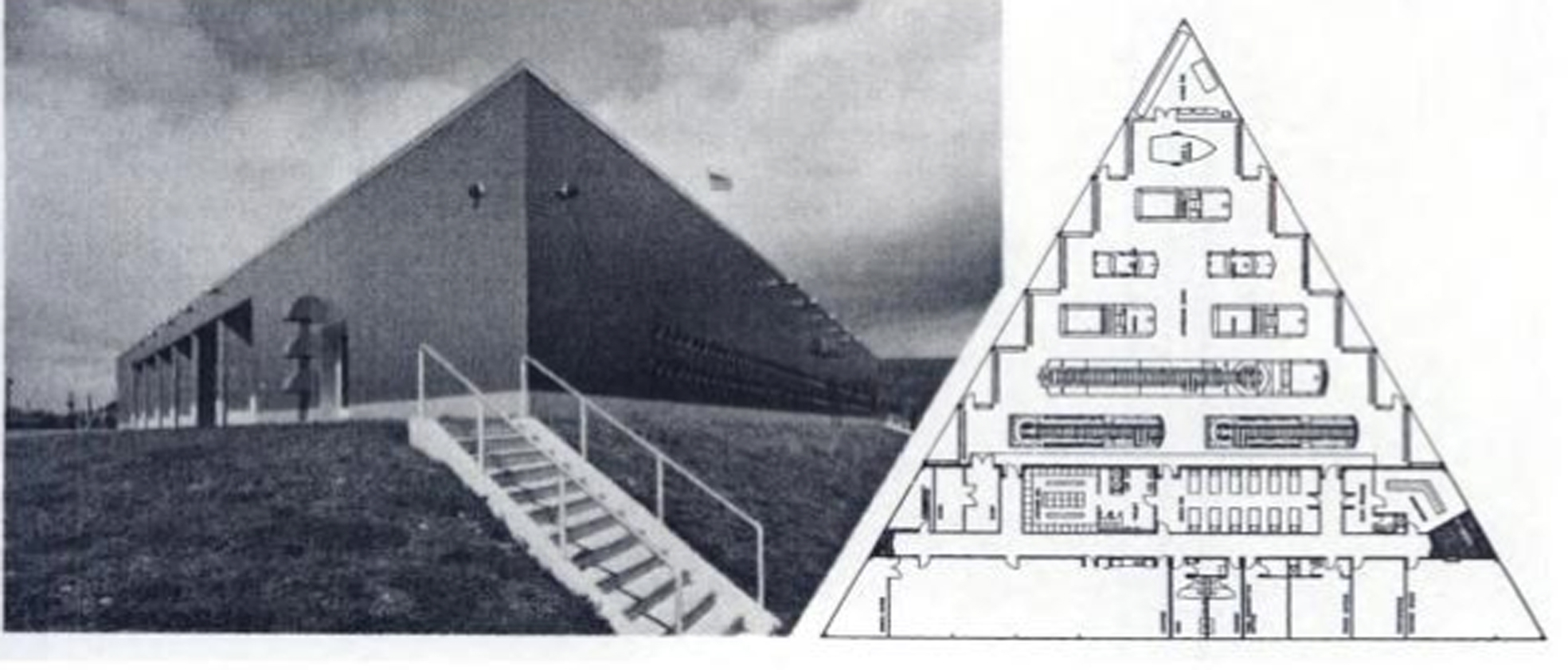
La estación de bomberos Corning, fachada y plano de planta. El edificio tiene una forma estricta donde los pequeños vehículos se colocan en la parte estrecha en la punta. Todos los espacios de funciones se han colocado en la base del triángulo, tales como el distribuidor de habitaciones, trastero, comedor, dormitorio y oficina, donde a todas las habitaciones se accede a través de un amplio pasillo.

Su hijo es el crítico literario Sven Birkerts. Su hija Andra es diseñadora de interiores especializada en trabajos residenciales.
Birkerts ha construido un notable número de edificios en los Estados Unidos, incluyendo el Banco de la Reserva Federal de Minneapolis, el Museo del Vidrio de Corning, el Museo de arte Contemporáneo de Houston, en la Universidad de Iowa, la Facultad de Derecho, la Biblioteca Pública en Duluth, Minnesota, y la Embajada de Estados Unidos en Venezuela.
Birkerts murió en la edad de 92 el 15 de agosto de 2017 en Needham, Massachusetts de fallo cardíaco.

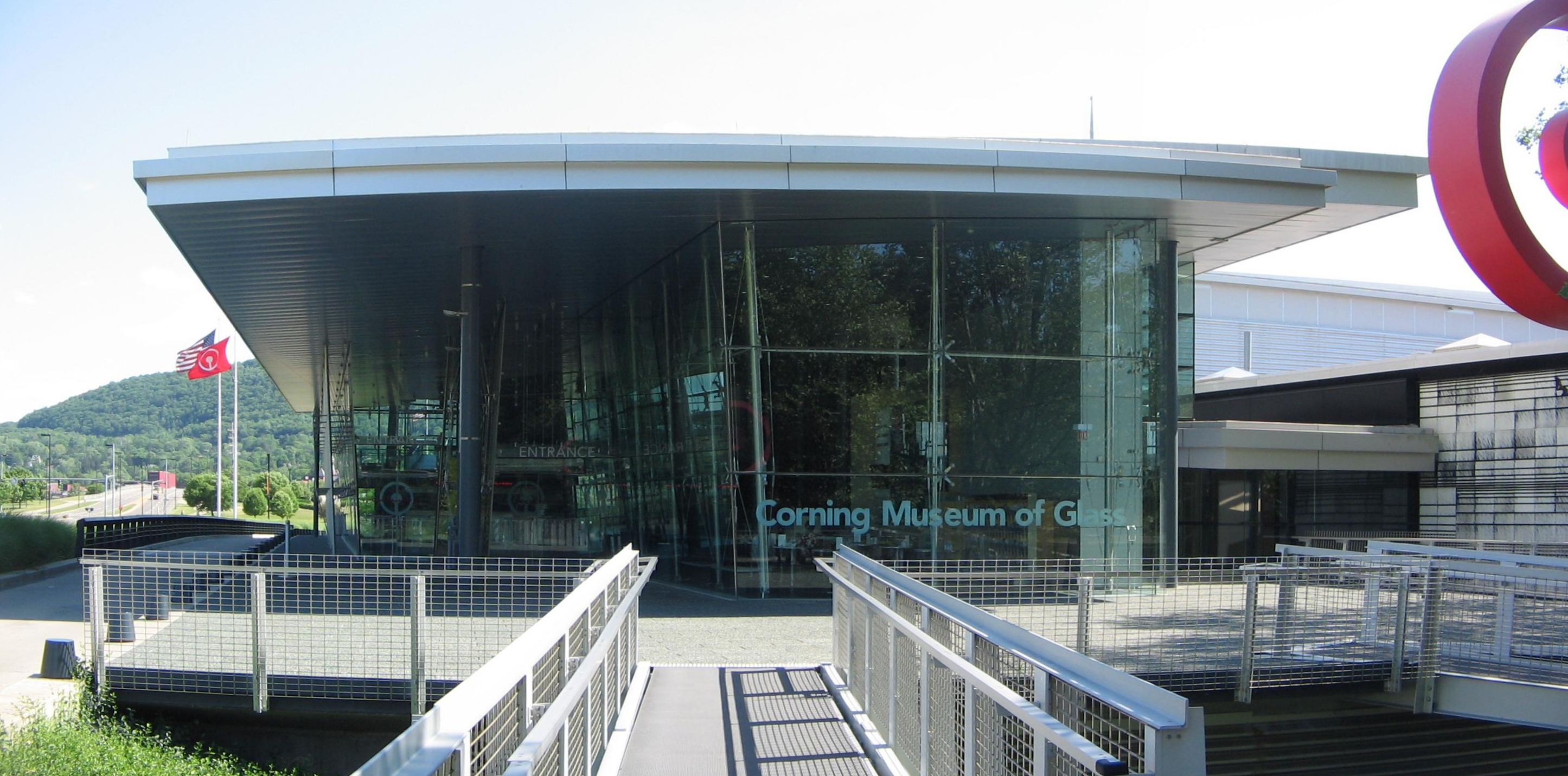
Corning Museum of Glass

Corning Museum of Glass, Corning, New York

## Trabajo arquitectónico

### Con Perkins+Will
- Rockford Memorial Hospital, Rockford, Illinois 1950

### ConEero Saarinen
- GM Tech Center, Warren, Míchigan 1950–1955
- Milwaukee County War Memorial Building, Milwaukee, Wisconsin 1950–1955
- Kresge Auditorium at MIT, Cambridge, Massachusetts 1953
- Concordia College, Fort Wayne, Indiana 1953
- Irwin Union Bank and Trust, Columbus, Indiana 1954

### ConMinoru Yamasaki
- Lambert-St. Louis International Airport Main Terminal, San Luis, Misuri 1956
- Reynolds Metals Regional Sales Office, Southfield, Míchigan 1959

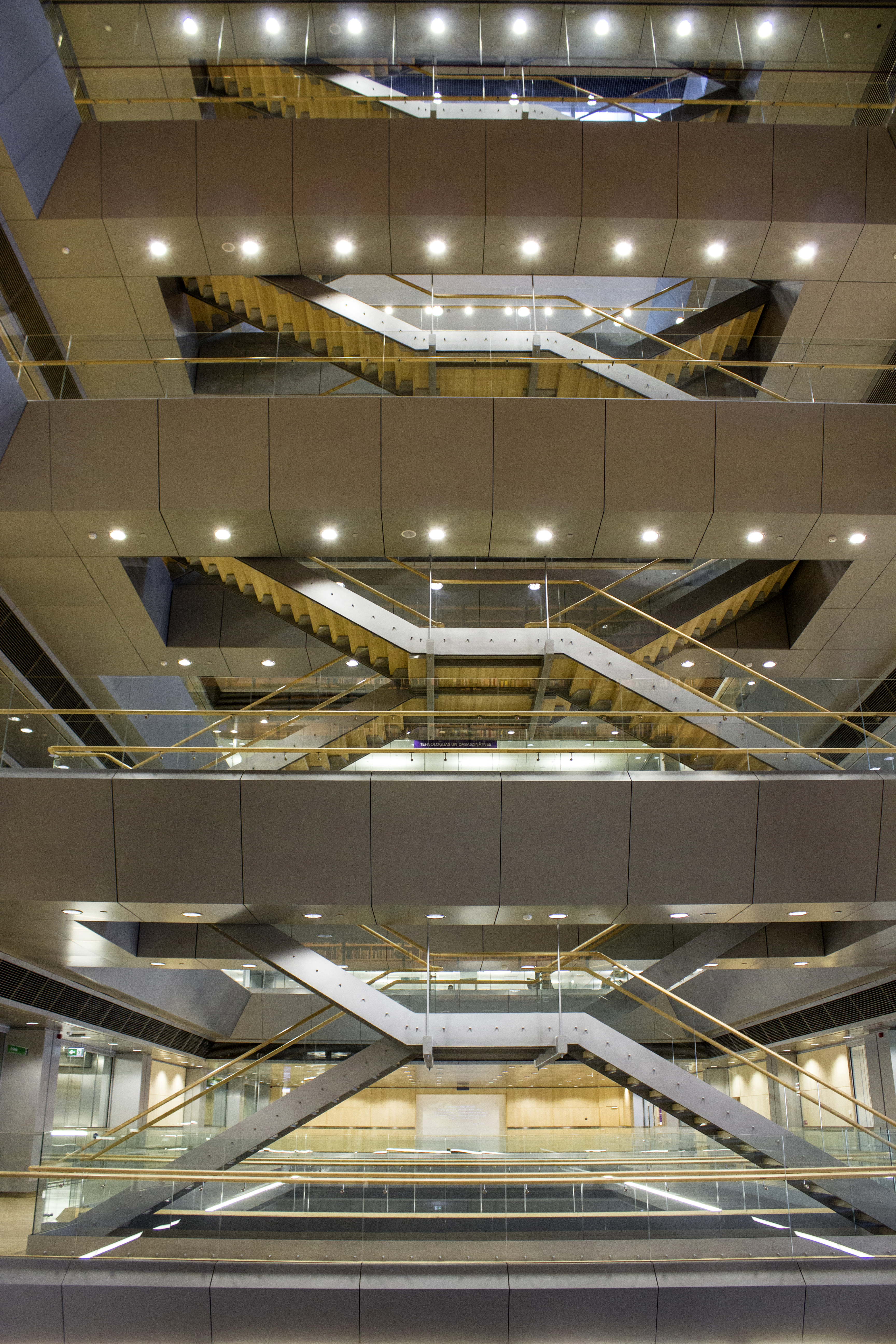
Interior de la Biblioteca nacional de Letonia

### Trabajo personal anterior a 1960
- Cultural Center, Leopoldville, Belgian Congo, 1958
- Technical University, Ankara, Turkey 1959

### Trabajo realizado mientras ejercía en la Facultad de La Universidad de Míchigan (Birkerts & Straub, Birkerts & Asociados)
- Schwartz Summer Residence, Northville, Míchigan 1960
- 1300 Lafayette East Apartments, Detroit, Míchigan 1961–1963
- Lillibridge Elementary School, Detroit, Míchigan 1962–1963
- People's Federal Savings and Loan Branch, Royal Oak, Míchigan 1962–1963
- Marathon Oil Office Building, Detroit, Míchigan 1962–1964
- University Reformed Church, Ann Arbor, Míchigan 1963–1964
- Detroit Institute of the Arts Master Plan and South Wing, Detroit, Míchigan 1964
- Bald Mountain Recreation Facility, Lake Orion, Míchigan 1964–1968
- Fisher Administrative Center at the University of Detroit-Mercy, Detroit, Míchigan 1964–1966
- Travis Residence, Franklin, Míchigan 1964–1965
- Tougaloo College Master Plan, Tougaloo, Mississippi 1965
- Tougaloo College Library and Dormitories, Tougaloo, Mississippi 1965–1972
- Lincoln Elementary School, Columbus, Indiana 1965–1967
- Freeman Residence, Grand Rapids, Míchigan 1965–1966
- Massey-Ferguson North American Operations Offices Project, Des Moines, Iowa Unbuilt, 1966
- Vocational Technical Institute Master Plan, Carbondale, Illinois Unbuilt, 1967
- Ford Pavilion at Hemisfair 1968, San Antonio, Texas 1967–1968
- Federal Reserve Bank of Minneapolis, Minneapolis, Minnesota 1967–1973
- Amsterdam City Hall Project, Amsterdam, Netherlands 1968
- Corning Public Library Project, Corning, New York Unbuilt, 1969
- Corning Public Library II Project, Corning, New York Unbuilt, 1969
- Duluth Public Library, Duluth, Minnesota 1969–1979
- IBM Corporate Computer Center, Sterling Forest, New York 1970–1972
- Contemporary Arts Museum, Houston, Texas 1970–1972
- Ford Visitors Reception Center, Dearborn, Míchigan Unbuilt, 1971
- Dance Instructional Facility for SUNY Purchase, Purchase, New York 1971–1976
- General Motors Dual-Mode Transportation Study 1973–1974
- Corning Municipal Fire Station, Corning, New York 1973–1974
- Subterranean Urban-Systems Study, Graham Foundation Grant, 1974
- Calvary Baptist Church, Detroit, Míchigan 1974–1977
- IBM Office Building, Southfield, Míchigan 1974–1979
- University of Michigan Law Library Addition, Ann Arbor, Míchigan 1974–1981
- United States Embassy, Helsinki, Finland Unbuilt, 1975
- Corning Museum of Glass, Corning, New York 1976–1980
- University of Iowa College of Law Building, Iowa City, Iowa 1979–1986
- Cathedral of the Most Blessed Sacrament Renovations, Detroit, Míchigan Unbuilt Scheme, 1980
- Ferguson Residence (Villa Ginny), Kalamazoo, Míchigan 1980–1983
- Uris Library Addition at Cornell University, Ithaca, New York 1980–1983
- St. Peter's Lutheran Church, Columbus, Indiana 1980–1988
- Anchorage Library, Anchorage, Alaska Unbuilt, 1981
- Proyecto de expansión del Capitolio de Minnesota, St. Paul, Minnesota Unbuilt, 1983
- Holtzman and Silverman Office Building, Southfield, Míchigan 1983–1989
- Minnesota History Center, Minneapolis, Minnesota Unbuilt, 1984
- Bardha Residence, Birmingham, Míchigan 1984–1989
- Domino's Pizza Corporate Headquarters (Domino's Farms), Ann Arbor, Míchigan 1984–1998
- Oberlin College Conservatory of Music Library Addition, Oberlin, Ohio 1986–1988
- Schembechler Hall for the University of Michigan, Ann Arbor, Míchigan 1986–1990
- Papal Altar and Furniture, Pontiac, Míchigan 1987 (Now housed at the Cathedral of the Most Blessed Sacrament, Detroit)
- Novoli I, Florence, Italy Unbuilt, 1987
- Domino's Tower, Ann Arbor, Míchigan Unbuilt, 1987–1988
- UC-San Diego Library Addition, San Diego, California 1987–1993
- Ohio State University Law School Addition, Columbus, Ohio 1988–1993
- Church of the Servant, Kentwood, Míchigan 1988–1994
- Torino I, Turin, Italy Unbuilt, 1989
- Torino II, Turin, Italy Unbuilt, 1989–1990
- Marge Monaghan House, Drummond Island, Míchigan 1989–1990
- Sports and Civic Stadium, Venice, Italy Unbuilt, 1989–1992
- United States Embassy, Caracas, Venezuela 1989–1996
- National Library of Latvia, Riga, Letonia 1989–2014

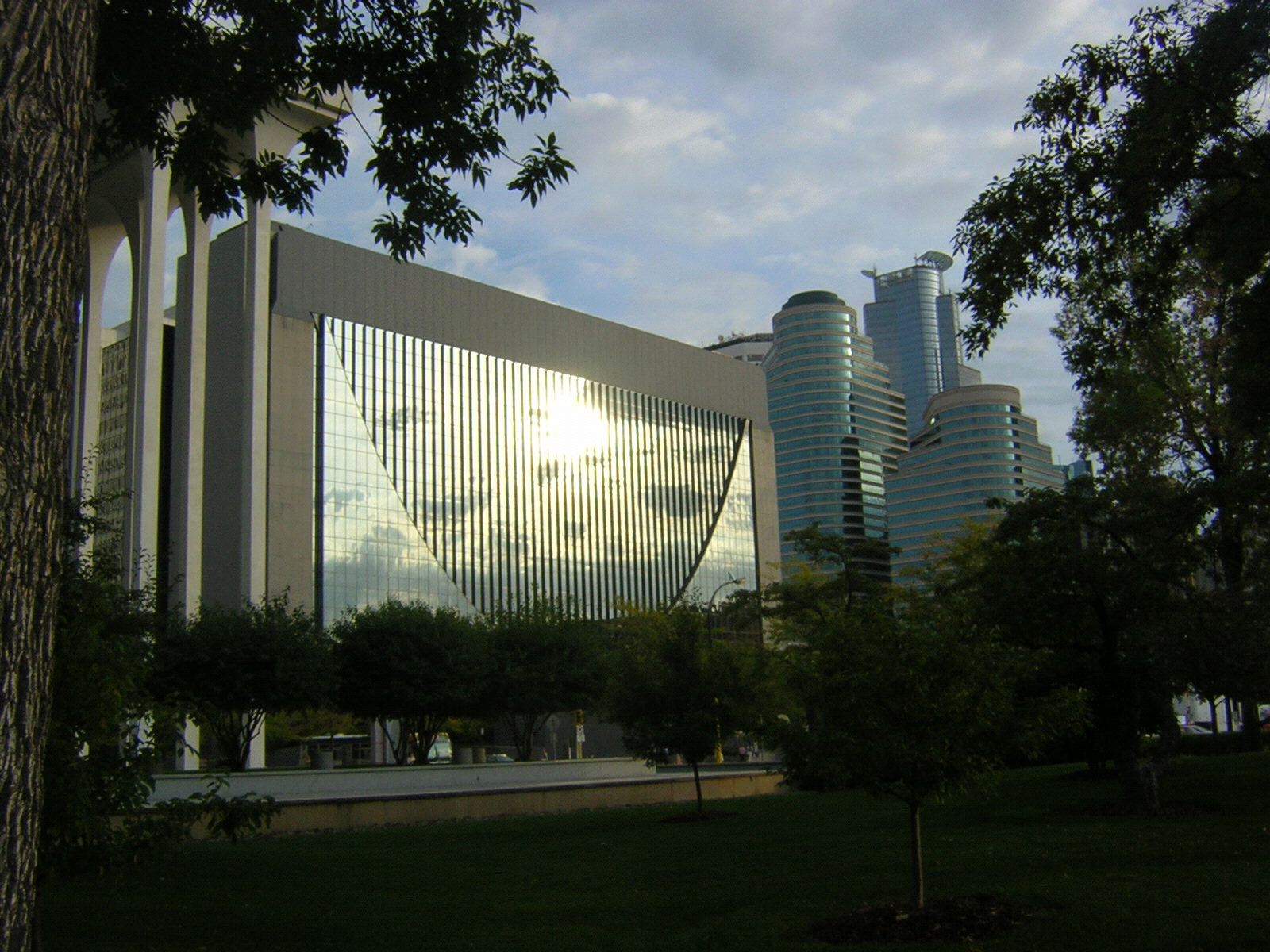
Fed - Minneapolis

### Como profesor Emérito en la Universidad de Míchigan
- Grasis Residence, Vail, Colorado 1990–1994
- Kemper Museum of Contemporary Art, Kansas City, Misuri 1991–1994
- Marriott Library Addition at the University of Utah, Salt Lake City, Utah 1992–1996
- Novoli II, Florence, Italy Unbuilt, 1993
- Juma Al-Majid Center for Culture and Heritage, Dubái, United Arab Emirates Unbuilt, 1993
- Riga Central Market Restoration and Expansion, Riga, Letonia Unbuilt, 1995
- Cellular Communications Tower at Domino's Farms, Ann Arbor, Míchigan 1995
- Cathedral of the Most Blessed Sacrament, Detroit, Míchigan 1998–2003
- Dr. Martin Luther King Jr. Public Library, San Jose, California 1998–2004
- Kellogg Library at California State-San Marcos, San Marcos, California 2000–2004
- The Museum of the Occupation of Latvia, Riga, Letonia 2002–

## Publicaciones
- Birkerts, Gunnar, Gunnar Birkerts – Metaphoric Modernist, Axel Menges, Stuttgart, Germany 2009; ISBN 978-3-936681-26-0978-3-936681-26-0
- Birkerts, Gunnar, Process and Expression in Architectural Form, University of Oklahoma Press, Norman OK 1994;  ISBN 0-8061-2642-60-8061-2642-6
- Birkerts, Gunnar, Subterranean Urban Systems, Industrial Development Division-Institute of Science and Technology, University of Michigan 1974
- Kaiser, Kay, The Architecture of Gunnar Birkerts, American Institute of Architects Press, Washington DC 1989;  ISBN 1-55835-051-91-55835-051-9
- Martin, William, Gunnar Birkerts and Associates (Yukio Futagawa, editor and photographer), A.D.A. Edita (GA Architect), Tokyo 1982
- Gunnar Birkerts & Associates, IBM Information Systems Center, Sterling Forest, N.Y., 1972; Federal Reserve Bank of Minneapolis, Minnesota, 1973 (Yukio Futagawa, editor and photographer), A.D.A. EDITA (GA Architecture), Tokyo 1974